# Municipio 8 (condado de Pratt)
El municipio 8 (en inglés: Township 8) es un municipio ubicado en el condado de Pratt en el estado estadounidense de Kansas. En el año 2010 tenía una población de 133 habitantes y una densidad poblacional de 0,67 personas por km².

## Geografía
El municipio 8 se encuentra ubicado en las coordenadas 37°46′46″N 98°54′14″O / 37.77944, -98.90389. Según la Oficina del Censo de los Estados Unidos, el municipio tiene una superficie total de 197.35 km², de la cual 197.35 km² corresponden a tierra firme y (0%) 0 km² es agua.

## Demografía
Según el censo de 2010, había 133 personas residiendo en el municipio 8. La densidad de población era de 0,67 hab./km². De los 133 habitantes del municipio 8, el 96.99% eran blancos y el 3.01% pertenecían a dos o más razas. Del total de la población el 0.75% eran hispanos o latinos de cualquier raza.